# Ryszard Dziadek
Ryszard Dziadek (ur. 23 stycznia 1950 w Kępnie, zm. 10 kwietnia 2018) – polski piłkarz grający na pozycji obrońcy. Zawodnik Odry Opole i Lechii Gdańsk.

## Kariera

### Wczesne lata
Ryszard Dziadek urodził się w Kępnie. Był z wykształcenia technikiem-mechanikiem. Piłką nożną interesował się od najmłodszych lat. Ojciec Ryszarda Dziadka był piłkarzem klubów w niższych ligach. W 1962 roku, Ryszard Dziadek wraz z rodziną przeprowadził się do Opola, z którym związał się na długi czas.

### Odra Opole
W 1963 roku jego dziadek zaprowadził go do siedziby klubu Odry Opole, w którym rozpoczęła się jego kariera piłkarska. Pierwszym trenerem Ryszarda Dziadka był Józef Bihun, który trenował trampkarzy Odry Opole. Z powodu postury fizycznej, od początku Dziadek kwalifikowany był na obrońcę, choć nie do końca odpowiadała mu ta pozycja. W Dziadku krążyła chęć zdobywania bramek, a gra w defensywie ograniczała właściwie do minimum marzenie o „łowcy goli”. Debiut w Odrze Opole zaliczył we wrześniu 1967 roku, w wieku 17 lat. Trenerem był Ryszard Wrzos. Przez okres gry w Opolu był jednym z liderów obrony „Niebiesko-Czerwonych”. Rozwój bardzo dobrze zapowiadającej się kariery przerwała bardzo ciężka kontuzja nogi, której nabawił się w 28 czerwca 1972 roku w przegranym 1:4 meczu z Wisłą Kraków. Rehabilitacja trwała około rok. Z Odry Opole odszedł w 1975 roku. Łącznie rozegrał około 150 meczów ligowych i strzelił 2 bramki.

### Lechia Gdańsk
W 1975 roku, Ryszard Dziadek został zawodnikiem Lechii Gdańsk, w której występował do 1979 roku. Z powodu coraz częstszych problemów zdrowotnych związanych ze złamaną nogą, w wieku 29 lat zakończył karierę piłkarską. Łącznie w II lidze w barwach Lechii Gdańsk rozegrał 70 meczów i strzelił 4 bramki.

### Reprezentacja
W reprezentacji Polski juniorów i młodzików rozegrał łącznie około 20 meczów m.in. z Rumunią, NRD, ZSRR, Albanią i Syrią. Miał szansę jechać na Igrzyska Olimpijskie 1972 do Monachium, ale wyjazd na imprezę uniemożliwiła kontuzja nogi. Jego miejsce zastąpił kolega z Odry Opole, Zbigniew Gut.

### Po zakończeniu kariery
Po zakończeniu kariery został członkiem koła Polskiego Związku Łowieckiego i od 1983 roku był członkiem K.Ł. nr 14 „Dzik” w Pokoju, w którym pełni funkcję łowczego.

## Życie prywatne
Do śmierci mieszkał w miejscowości Pokój, położonej ok. 30 km od Opola. Wierny kibic Odry Opole. Był żonaty, miał trzech synów.